# ジョアンナ・キャシディ
ジョアンナ・キャシディ（Joanna Cassidy、1945年8月2日 - ）はアメリカ合衆国の俳優。

## 経歴
ニュージャージー州ハドンフィールドで、ジョアンナ・バージニア・カスキーとして生まれる。1964年に結婚。1974年に離婚。息子と娘がひとりずついる。

## 主な出演作品
- スパイ大作戦
- マシンガン・パニック The Laughing Policeman (1973年)
- スタントマン殺人事件 Stunts (1977年)
- Falcon Crest（1982年 - 1983年）、キャサリン・デミリー（Katherine Demery） 役
- 刑事スタスキー&ハッチ
- Fantasy Island
- 240-Robert（1979年 - 1980年）、モルガン・ウエインライト（Morgan Wainwright） 役
- ブレードランナー（1982年）、ゾーラ（Zhora） 役
- アンダー・ファイア（1983年）、クレア（Claire） 役
- Buffalo Bill（1983年 - 1984年）
- Hollywood Wives（1985年）、マリリー・グレイ（Marilee Gray） 役
- 第四の核（1987年）、イリーナ・ヴァシーリエヴァナ（Irina Vassilievna） 役
- ロジャー・ラビット（1988年）、ドロレス（Dolores） 役
- ザ・パッケージ/暴かれた陰謀（1989年）、アイリーン・ギャラガー（Eileen Gallagher） 役
- ドリーム・ガール/ママにはないしょの夏休み （1991年）、ローズ・リンジー（Rose Lindsey） 役
- 恋はワインの香り May Wine （1991年）
- Barbarians at the Gate（1993年）、リンダ・ソーソン 役
- The Tommyknockers（1993年）、ルース・メリル（Ruth Merrill） 役
- ヴァンパイア・イン・ブルックリン（1995年）、マキシミリアン/説教者ポーレー/グイド（Maximillian/Preacher Pauley/Guido） 役
- Dr.マーク・スローン（1999年）、マディソン（Madison） 役
- The District
- スタートレック:エンタープライズ、トゥレス（T'Les）役
- ゴースト・オブ・マーズ（2001年）、ウィットロック（Whitlock） 役
- シックス・フィート・アンダー、マーガレット・チェノウィス（Margaret Chenowith） 役
- HEROES（2007年）、ヴィクトリア・プラット（Victoria Pratt） 役
- 誓いのKiss? Kiss the Bride (2007年)
- トゥー・オールド・トゥー・ダイ・ヤング Too Old to Die Young (2019年)